# تاتای تواک (آریزونا)
تاتای تواک (به انگلیسی: Tatai Toak) یک منطقهٔ مسکونی در ایالات متحده آمریکا است که در آریزونا واقع شده‌است. تاتای تواک ۶۸۳ متر بالاتر از سطح دریا قرار دارد.
این دهکده کوچک در منطقه حفاظت شده سرخپوستان سن خاویر واقع شده و نام آن از اودهام به معنای «دونده کوه» گرفته شده است.